# گرن توریسمو ۴
گرن توریسمو ۴ (ژاپنی: グランツーリスモ4 هپبورن: Guran Tsūrisumo Fō) یک بازی ویدئویی در سبک شبیه‌سازی مسابقه‌ای است که توسط استودیوی پولی‌فونی دیجیتال ساخته شده و به‌وسیلهٔ سونی کامپیوتر انترتینمنت به‌طور انحصاری برای کنسول پلی‌استیشن ۲ منتشر شده‌است. این چهارمین قسمت در سری بازی‌های گرن توریسمو و همچنین آخرین نسخه‌ای بود که بر روی کنسول پلی‌استیشن ۲ عرضه شد.
گرن توریسمو ۴ با واکنش‌های مثبتی از سوی منتقدان همراه بود و یک موفقیت تجاری محسوب می‌شد و یکی از پرفروش‌ترین عناوین سال ۲۰۰۵ و سومین بازی پرفروش کنسول پلی‌استیشن ۲ به‌شمار می‌رود.